# Tót-hegyes
A Tót-hegyes egy hegycsúcs a Mátra hegységben. Magassága egyes források szerint 814 (néha 815) méter. Magyarország 100 legmagasabb hegyének listáján a 81.
A csúcsról szép kilátás nyílik, többek között a Kékes is látható.

## Fekvése
A Nógrád-Heves megyehatártól kissé délre Heves vármegyében található. A legközelebbi lakott település Mátrakeresztes.

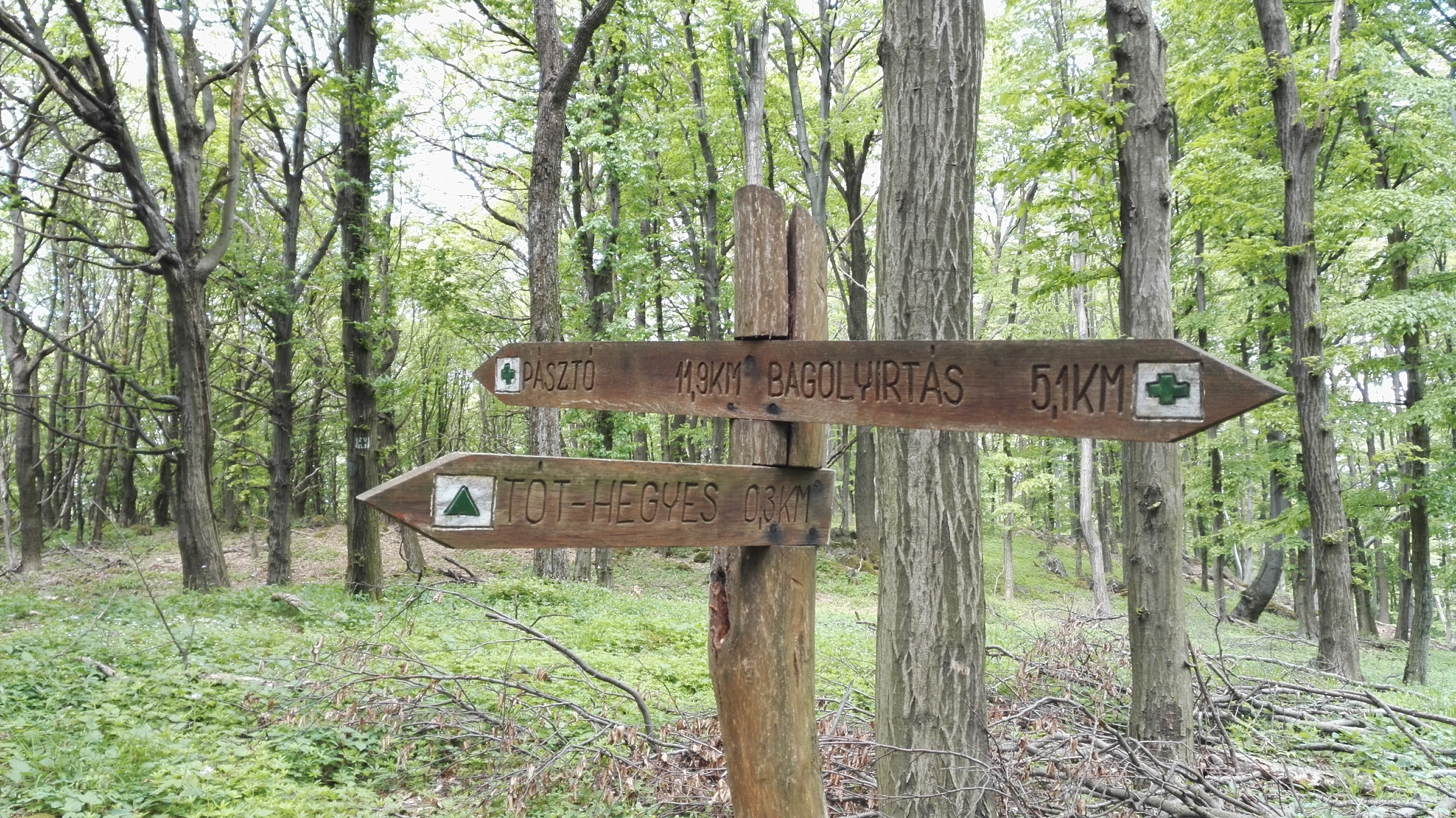
A zöld kereszt és zöld háromszög jelzésű turistautak elágazása

A forgalmasabb turistautak elkerülik. A Pásztót és Bagolyirtást összekötő zöld keresztről leágazó zöld háromszög jelzésen érhető el.  A közelben található a Hidegkúti turistaház.